# Orlov (asignador de bloques de disco)
Orlov es un asignador de bloques de disco originario de BSD y que se incluye en los sistemas de ficheros nativos de Linux ext3 y ext4 pues mejora el rendimiento respecto al anterior gestor.
Para activarlo y desactivarlo se emplean los comandos lsattr y chattr.